# Gottfried Ecker
Gottfried Ecker (* 25. November 1963 in Linz) ist ein österreichischer Politikwissenschaftler, Historiker, Maler und Objektkünstler.

## Leben und Wirken
Ecker studierte bis 1988 Politikwissenschaften und Geschichte an der Universität Wien. Sein künstlerisches Schaffen umfasst Installationen, Objekte, Zeichnungen, Malerei und Aquarell. Seit 1998 gehört er der Künstlervereinigung MAERZ an.

## Ausstellungen (Auswahl)
Der Künstler präsentiert seine Werke seit 1992 in Einzel- und Gruppenausstellungen. Seine Arbeiten befinden sich in namhaften öffentlichen Sammlungen.
Einzelausstellungen
- Galerie März, 1997
- Gottfried Ecker. Man kann sich auf nichts verlassen, Galerie im Stifterhaus Linz, 2000
- Gottfried Ecker. Arbeiten auf Papier, Kubin-Haus, Zwickledt, 2005

Gemeinschaftsausstellungen
- Zu Papier gebracht. Wiener Kunst seit 1945, Museum auf Abruf, Wien, 1992
- Aufwind, Neue Galerie der Stadt Linz, 1993
- Der ironische Blick, Landesgalerie Linz am Oberösterreichischen Landesmuseum, 1998
- Kleinplastik, Niederösterreichisches Dokumentationszentrum für moderne Kunst, St. Pölten, 2007

## Publikationen
- Gottfried Ecker. Zeichnungen – Mischtechniken 1991–1994, Linz, 1995
- Künstlervereinigung MAERZ (Hrsg.): Ist das – Zeichnung – das ist. Periphere Aspekte des Zeichnerischen. Ein Fest der Zeichnung, Linz, 1998
- Galerie im Stifterhaus Linz (Hrsg.): Gottfried Ecker. Lade – Lade, Linz, 2000
- MUSA Museum auf Abruf und Oberösterreichisches Landesmuseum – Francisco Carolinum (Hrsg.): Der ironische Blick. Objekte aus der Sammlung der Stadt Wien, Wien, 2001
- Gottfried Ecker (Hrsg.): Gottfried Ecker. Der Trick der Spinne, Arbeiten 1997 – 2004, mit einem Text von Martin Hochleitner, Weitra 2005, ISBN 978-3-85252-648-5
- Gottfried Ecker – Arbeiten 2011 – 2013, mit Texten von Peter Assmann, Weitra 2014, ISBN 978-3-99028-300-4